# Grove (Oklahoma)
Pour les articles homonymes, voir Grove.
Grove est une ville du comté de Delaware, dans l'État d'Oklahoma, aux États-Unis,. En 2010, elle compte une population de 6 623 habitants.

## Démographie
Lors du recensement de 2010, la ville comptait une population de 6 623 habitants, tandis qu'en 2018, elle est estimée à 7 070 habitants.